# Полярне плато

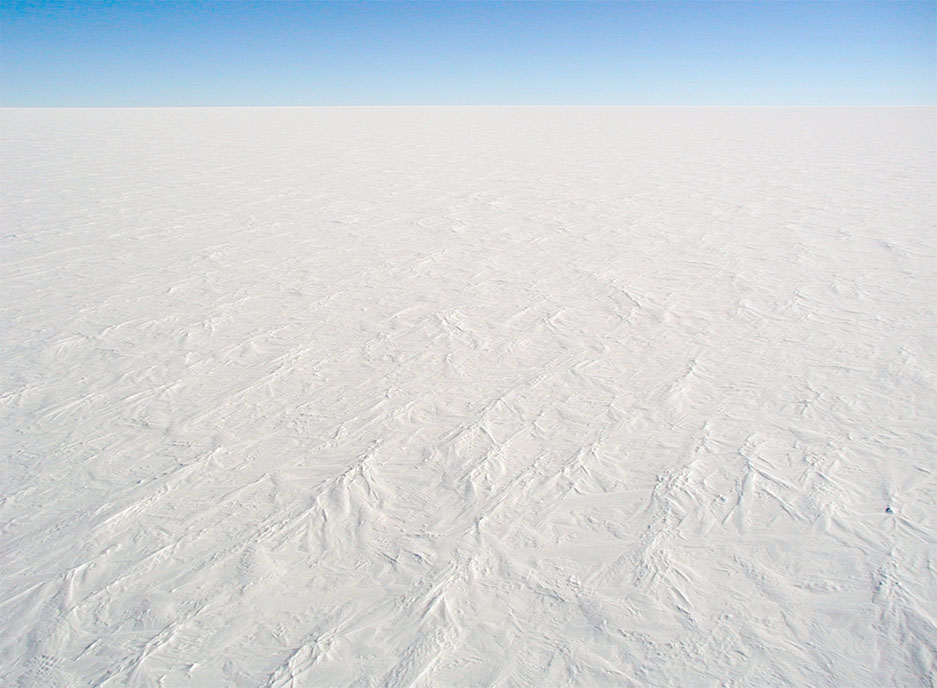
Крижаний купол Полярного плато на Південному полюсі

Полярне плато — плато в центральній частині Антарктиди. Висота плато понад 3000 метрів. Вкрите льодовиковим покривом товщиною 1500—3000 метрів. Середньорічна температура становить -50°C. На плато знаходиться Південний полюс. 
Уперше на плато піднялась експедиція англійського дослідника Ернеста Шеклтона в січні 1909 року. Наприкінці 1911 — початку 1912 року центральної частини плато дісталися експедиції норвежця Руала Амундсена та англійця Роберта Скотта. З січня 1957 року діє американська наукова станція Амундсен-Скотт (англ. Amundsen–Scott South Pole Station).